# شهرستان لا آرنا
شهرستان لا آرنا (به اسپانیایی: La Arena District) یک سکونتگاه مسکونی در پرو است که در Piura Province واقع شده‌است.

## خصوصیات
شهرستان لا آرنا ۱۶۰٫۲۲ کیلومترمربع مساحت و ۳۴٬۱۱۰ نفر جمعیت دارد و ۲۹ متر بالاتر از سطح دریا واقع شده‌است.